# Kurt Schuschnigg
Kurt Alois Josef Johann Schuschnigg (1919-ig Kurt Alois Josef Johann Edler von Schuschnigg) (Riva del Garda, 1897. december 14. – Mutters, 1977. november 18.) különböző miniszteri posztokat betöltő politikus Engelbert Dollfuß kormányában, majd elődje halálát követően Ausztria szövetségi kancellárja.

## Életrajza

### Tanulmányai és élete a politikai pályafutás előtt
Riva del Gardában született, amely jelenleg Dél-Tirol része, de akkor az Osztrák-Magyar Monarchiához tartozott. Édesapja a hadsereg tiszje, Artur von Schuschnigg volt, aki Karintiában élő szlovén származású családból eredt (a családnevét Szlovéniában Šušnik-nak írják), amelynek az Ebenthal melletti Radsbergben volt a lakóhelye. Édesanyja az innsbrucki Anna Wopfner volt, Hermann Wopfner osztrák történész és etnográfus húga.
Feldkirchben, a Stella Matutina Jezsuita Kollégiumban tanult. Az első világháborúban olasz fogságba esett, ahonnan 1919 szeptemberében szabadult. Szabadulása után az innsbrucki egyetemen jogi diplomát szerzett és ugyanitt jogi gyakorlatot folytatott.

### Politikai karrierje a kancelláriáig
A Keresztény–Konzervatív párthoz csatlakozott. 1927-ben a Nemzeti Tanács küldöttségébe választották. 1930-ban megalapítja az Ostmärkische Sturmscharen nevű keresztény védszövetséget. Két évvel később Engelbert Dollfuß előbb igazságügyi (1932), majd oktatási miniszternek (1933) nevezte ki. 
1933. október 31-én Münchenbe utazott, hogy közvetlen és személyes tárgyalásokat folytasson a nemzetiszocialistákkal a kiegyezés érdekében. Megérkezésekor előbb Himmlerrel, majd Hess-szel tárgyalt, teljes titokban, Hess München környéki villájában. A tárgyalásokon Schuschnigg nyomatékosította, hogy Dollfuß kancellár személyes küldöttjeként beszél, akitől azt az utasítást kapta, közölje a német vezetőkkel, hogy „az osztrák kormány a két ország szoros baráti viszonyára törekszik”.
Dolffus meggyilkolása után 1934. július 29. és 1938. március 11. között az osztrák kancelláriát is ő vezette, ekkor már a Hazafias Front színeiben. Politikai nézetei nem sokban különböztek elődjétől.

### A kancellári szék elfoglalásától az Anschlussig
Kancellárként (és hadseregügyi miniszterként) legnagyobb problémájának országa függetlenségének megtartása bizonyult. Törekvései eleve elveszettek voltak, mivel az 1919-es békeszerződés megakadályozta, hogy az országban 30.000 főnél nagyobb katonaságot létesítsen. Ezzel szemben fegyveres, félkatonai szervezetek jöttek létre, amelyek nem az államhoz, hanem különböző politikai pártokhoz voltak hűek. Az egyik ilyen párt az Ausztria Nemzetiszocialista Német Munkáspártja (NSDAP–Hitlerbewegung) volt, akik támogatták Hitler törekvéseit, miszerint Ausztriát csatolják a Harmadik Birodalomhoz. Ennek enyhítésére próbálta megerősíteni Ausztria kapcsolatát Mussolini Olaszországával és Horthy Magyarországával. Ez irányú tevékenységei azonban kudarcba fulladtak, miután a Harmadik Birodalom hadereje kimagaslóan az osztrákoké fölé emelkedett. Megbékélésképpen 1936 júliusában aláírt egy megállapodást, amelyek között szerepelt – többek között – a bebörtönzött osztrák nácik szabadon bocsátása, valamint a nemzeti szocialisták integrálása a kabinetbe. 1938. február 12-én még személyesen Hitlerrel is találkozott a megbékélés jegyében.

#### Tárgyalások Hitlerrel
Hitler azonban kész tények elé állította a Berchtesgadenbe érkező kancellárt és ultimátumként nyújtotta át igényeit. Ezen igények között szerepelt Arthur Seyß-Inquart belügyminiszteri és Hans Fischböck pénzügyminiszteri kinevezése, száz tiszt átmozgatása a két ország serege között és a még börtönben lévő nácik amnesztiája. Ezek fejében Hitler a korábban (1936. július 11.) szerződésbe foglalt nemzeti szuverenitás nyilvános megerősítését ígérte.

#### További körülmények
A szerződésnek azon pontja miatt, hogy Arthur Seyß-Inquart kinevezésre kerüljön, valamint, hogy a kezébe összpontosuljon a rendőrség teljes és korlátlan ellenőrzése, Wilhelm Miklas vonakodott aláírni a szerződést, de végül megtette. Február 14-én Schuschnigg újjászervezte kabinetjét, amelybe bekerültek más pártok képviselői is. Hitler közben kinevezte Gauleiterré az éppen akkor szabadult Odilo Globocniket. A politikai bizonytalanság enyhítésére és Ausztria függetlenségének megtartására tett utolsó kísérletével, az elnökkel és más politikai vezetőkkel együtt úgy döntött, hogy 1938. március 13-ra népszavazást ír ki a Németországhoz való csatlakozásról. A német csapatok azonban ezt megelőzve bevonultak Ausztriába.

### Az Anschlusstól a háború végéig
Március 11-én Schuschnigg lemondott mint kancellár. Helyére, Hitler akarata szerint Seyß-Inquart került, akit Miklas „hajlandó” volt támogatni. Seyß-Inquart azonban ekkorra már mélyen szimpatizált a Hitler-kormánnyal, az ő beleegyezésével a német csapatok elözönlötték Ausztriát, és e seregeket az egész ország területén ujjongó tömegek fogadták. Schuschniggot március 12-étől előbb házi őrizetben, majd a Gestapo székhelyén magánzárkában tartották. Később a dachaui, onnan pedig sachsenhauseni koncentrációs táborba került. Végül amerikai csapatok szabadították ki egy tiroli fogolytáborból, több más neves politikai fogollyal együtt, 1945. május 5-én.

### A háború után
1948-ban emigrált az Egyesült Államokba, ahol 1967-ig államjogot oktatott a Saint Louis Egyetemen. Hazatérése után tíz évvel, alig egy hónappal a 80. születésnapja előtt, Mutters városban, Innsbruck közelében érte a halál.

## Fordítás
- Ez a szócikk részben vagy egészben  a   Kurt Schuschnigg című angol Wikipédia-szócikk fordításán alapul.  Az eredeti cikk szerkesztőit annak laptörténete sorolja fel. Ez a jelzés csupán a megfogalmazás eredetét és a szerzői jogokat jelzi, nem szolgál a cikkben szereplő információk forrásmegjelöléseként.